# Лукша, Юозас
Юо́зас Лу́кша (Лукса, псевдоним — Да́умантас; лит. Juozas Lukša, 10 августа 1921, Пренайский район, Мариямпольский уезд, Литовская республика — 4 сентября 1951, Каунасский район, Литовская ССР) — один из лидеров литовского антисоветского подполья. Ряд источников обвиняет Лукшу в участии в геноциде евреев в период немецкой оккупации.

## Биография
Родился 10 августа 1921 года в деревне Юодбудис Пренайского района Мариямпольского уезда. Во время учёбы в Каунасской гимназии «Аушрос» был членом молодёжной католической националистической организации Ateitininkai. В 1940 году поступил в Каунасский университет на архитектора.
После присоединения Литвы к СССР в 1940 году Лукша вступил в ряды антисоветского сопротивления. 4 марта 1941 года он стал членом Литовского фронта активистов, но 6 июня был арестован НКВД. Обвинение в принадлежности к тайной организации, намеревавшейся восстановить независимость Литвы, ему было предъявлено 21 июня. Однако 22 июня началась война и нападение вермахта на СССР. Выпущен из тюрьмы германскими войсками.
В период немецкой оккупации учился в Каунасском университете на архитектора. Литовские источники утверждают, что в этот период он участвовал в подпольной деятельности против немцев.
С июня 1944 года в составе антисоветского подполья участвовал в создании Движения борьбы за свободу Литвы. В конце 1947 года командир партизан округа Тура А. Балтусис-Жвяйис направил Лукшу в качестве представителя литовского сопротивления на Запад. Прорывался с боем через польско-советскую границу с отрядом Юргиса Крикщюнаса. Почти весь отряд был уничтожен, но Лукша сумел добраться до Швеции.
Жил также в Германии, Франции и США. Опубликовал книги «Партизаны за железным занавесом» и «Борцы за свободу». Окончил французскую разведшколу в 1950 году. В Париже он познакомился с Ниёле Браженайте и женился на ней.
По разным данным, осенью 1949 или весной 1950 года во главе разведгруппы, в которую также входили ещё два литовца, был заброшен англо-американскими спецслужбами на парашюте на территории Литвы. Получил звание майора «партизанской армии», создал отряд численностью около 20 человек. 4 сентября 1951 года был убит недалеко от Каунаса перевербованным МГБ партизаном во время операции по его захвату оперативниками МГБ СССР. Место захоронения тела неизвестно.

### Обстоятельства гибели
Операция по захвату Лукши была спланирована Министерством государственной безопасности СССР, группу возглавлял прилетевший в Литву из Москвы заместитель министра генерал Евгений Питовранов. Следом за группой Лукши в Литву была заброшена на парашютах группа под командованием Ширвиса, которая сразу после приземления была захвачена. По словам офицера МГБ Литвы Нахмана Душанского, по результатам допроса была сформирована подставная «группа Ширвиса» из агентов госбезопасности, которая и должна была захватить Лукшу. Встреча Лукши с лже-Ширвисом была назначена в местечке Гарлява, в 12 км от Каунаса. По дороге возле деревни Пабартупис была устроена засада. Несмотря на строжайший приказ взять Лукшу живым, агент-проводник Хайнаускас внезапно в упор застрелил Лукшу перед самой засадой, поскольку, по его словам, Лукша что-то заподозрил и потянулся за гранатой.

## Семья
Кроме Юозаса в семье было ещё три брата — Юргис, Стасис и Антанас. Все братья Юозаса также принимали активное участие в антисоветском сопротивлении. Юргис и Стасис погибли в 1947 году, Антанас был осуждён на 25 лет лагерей и 5 лет ссылки.
Антанас выжил и вернулся в Литву в конце 1950-х годов, женился, имеет сына и дочь. Возглавлял Литовский союз политических заключённых и ссыльных.

## Участие в геноциде евреев
Ряд источников обвиняют Лукшу в участии в геноциде евреев в период немецкой оккупации.
Сразу после войны Лукша был опознан, как один из участников бойни в каунасском гараже. Выжившие в Холокосте евреи утверждают, что Лукша лично отрезал голову раввину Залману Оссовскому, выставил её на всеобщее обозрение и заявил, что так же будет со всеми евреями. Офицер советских органов госбезопасности Нахман Душанский утверждал, что обвинения против Лукши основаны на архивных документах и подтверждены свидетельскими показаниями.
Литовский историк и политик Арвидас Анушкаускас отрицает участие Лукши в бойне в гараже «Лиетукис». Родственники Лукши также отрицают его участие в убийствах и добились возбуждения литовской прокуратурой дела о клевете против руководства «Ассоциации литовских евреев в Израиле», опубликовавшей обвинения в адрес Лукши.

## В современной Литве

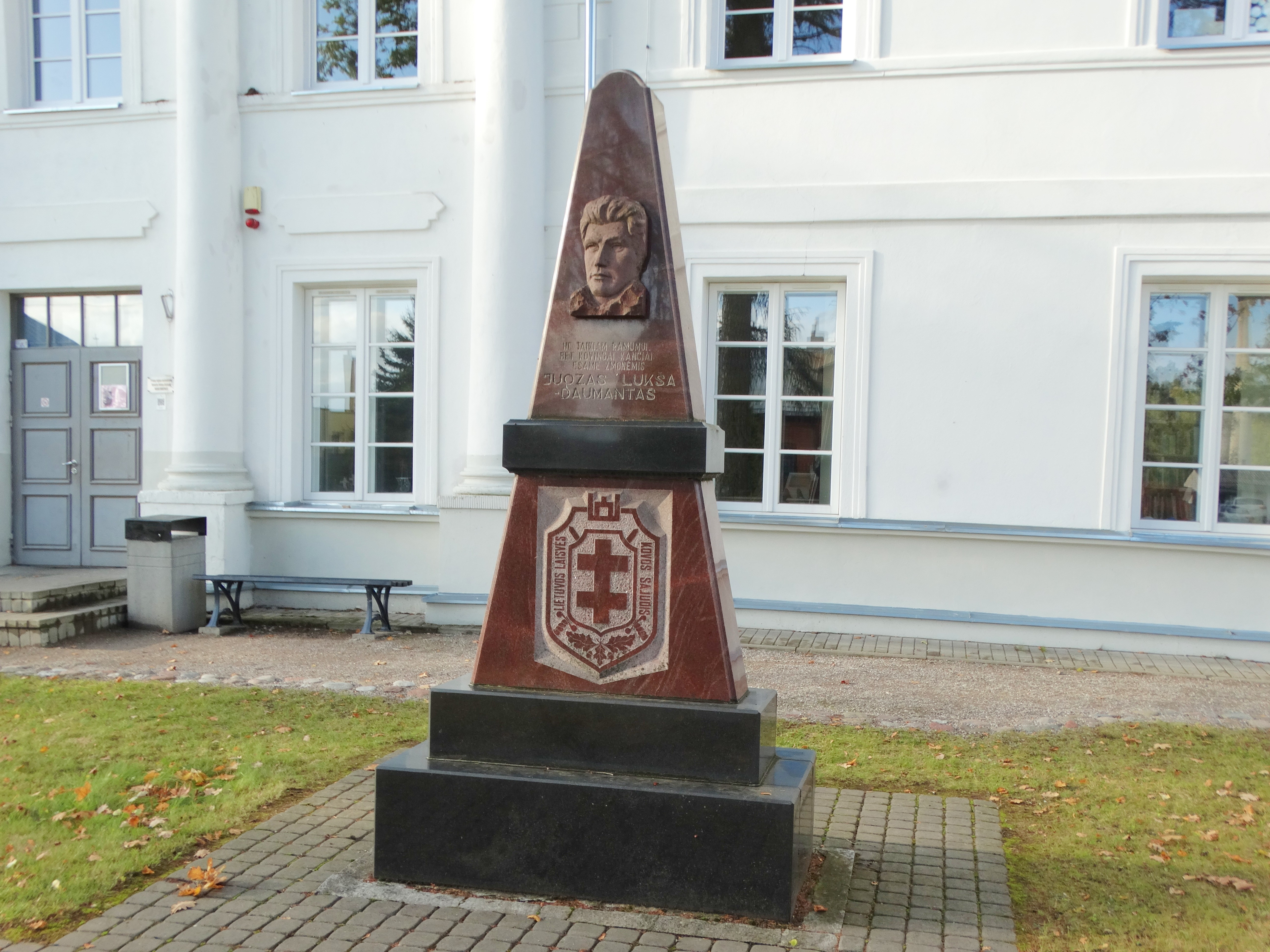
Памятник Ю. Лукше в Вейверяй, Пренайский район

- После восстановления независимости Литвы Лукша считается национальным героем[23],
- В 1997 году он был награждён Орденом Креста Витиса посмертно.
- Место его гибели с 2008 года объявлено памятником культуры[24],
- В Гарляве в его честь названа гимназия[25].
- В 2004 году режиссёр Йонас Вайткус выпустил фильм «Совсем один», основанный на истории жизни Лукши, его роль сыграл Саулюс Баландис[26]. О Лукше также снял документальный фильм «Невидимый фронт» шведский режиссёр Йонас Охман[27][28].
- Имя Юозаса Лукши носит сквер в Вильнюсе.
- 2021 год Сеймом Литвы был объявлен годом Юозаса Лукши-Даумантаса[29].

## Публикации
- Juozas Daumantas. Fighters For Freedom: Lithuanian Partisans Versus The U.S.S.R. (1944-1947). — Manyland Books, 1975. — 279 p. — ISBN 9780871410498.
- Juozas Lukša. Forest Brothers: The Account of an Anti-Soviet Lithuanian Freedom Fighter, 1944—1948 / translated by Laima Vincė. — Budapest: Central European University Press, 2009. — 411 p. — ISBN 9789639776371.
- Partizanai už geležinės uždangos, apie Lietuvos partizanai|Lietuvos partizanus, Čikaga, 1950 m., 2-as leidimas, Čikaga, 1962 m., 3-as pataisytas ir papildytas leidimas, Vilnius, 1990.
- Juozas Lukša-Daumantas. Laiškai mylimosioms. — 2-as leidimas. — Kaunas: „Į LAISVĘ" Fondo lietuviškai kultūrai ugdyti Lietuvos filialas, 1994. — 247 p. — 2000 экз. — ISBN 9986-541-00-X. (1 издание было в 1993 в Чикаго)
- Skogsbröder, (швед.), Stokholm, 2005.